# Bouffémont
Bouffémont is een gemeente in het Frankrijk. Het ligt op 21 km ten noorden van van Parijs en wordt van de agglomeratie van Parijs gescheiden door een bos, het forêt de Montmorency.
In de gemeente ligt het spoorwegstation Bouffémont - Moisselles.

## Kaart
De onderstaande kaart toont de ligging van Bouffémont met de belangrijkste infrastructuur en aangrenzende gemeenten.

## Demografie
Onderstaande figuur toont het verloop van het inwonertal, bron: INSEE-tellingen. 

## Overleden
- Jean Bonal (1925-2004]), jazzgitarist

## Begraven
- Édouard-Jean Empain (1937-2018), Belgisch industrieel

## Websites
- (fr)  Le site de la Ville et des habitantsde Bouffémont. officiële website
- (fr)  Statistische informatie op de website van INSEE